# Vaneyella dactylica
Vaneyella dactylica is een zeekomkommer uit de familie Vaneyellidae.
De wetenschappelijke naam van de soort werd in 1915 gepubliceerd door H. Ohshima.